# Dépression Aralo-Caspienne

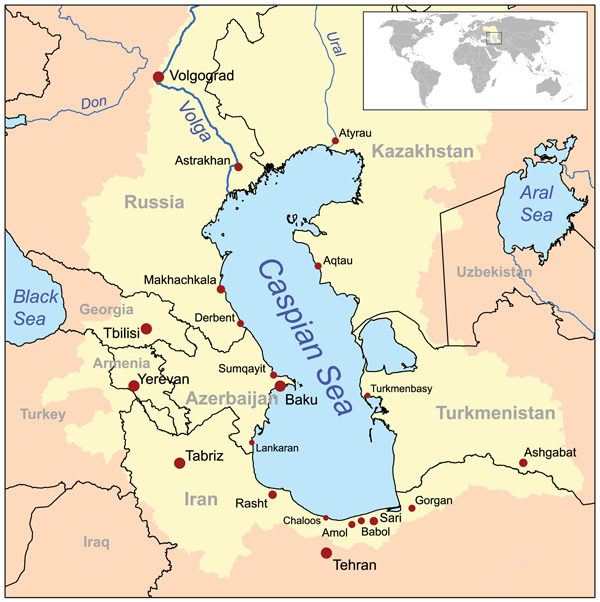
Carte de la mer Caspienne et de la mer d'Aral, en jaune les limites du bassin

La dépression Aralo-Caspienne se présente comme une vaste plaine en Asie centrale autour de la mer d'Aral et de la partie septentrionale de la mer Caspienne. Son territoire est partagé entre l'Azerbaïdjan, la Russie, le Kazakhstan, l'Ouzbékistan, le Turkménistan, et l'Iran. La partie de son bassin versant de la Mer Caspienne s'appelle la dépression Caspienne. La partie désertique à l'Est de la dépression et de la mer Caspienne s'appelle dépression de Touran.
En beaucoup d'endroits cette plaine est couverte de lœss et de sables mouvants. L'irrigation naturelle est faible et la terre ne peut être cultivée que si elle est méticuleusement irriguée par l'homme. Le climat est sec. La végétation est rare. La plupart des lacs salés ne subsistent que quelque temps après leur apparition, dans cette région de mer intérieure salée en permanence. Il manque toujours d'eau vive. Il n'y a de l'eau qu'après la fonte des neiges ou après de fortes pluies.